# Griechenland beim Junior Eurovision Song Contest
Teilnehmende Rundfunkanstalt

Erste Teilnahme
2003
Bisher letzte Teilnahme
2008
Anzahl der Teilnahmen
6 (Stand 2008)
Höchste Platzierung
6 (2005)
Höchste Punktzahl
88 (2005)
Niedrigste Punktzahl
14 (2007)
Punkteschnitt (seit erstem Beitrag)
42,83 (Stand 2008)
Punkteschnitt pro abstimmendem Land im 12-Punkte-System
2,23 (Stand 2008)
Dieser Artikel befasst sich mit der Geschichte Griechenlands als Teilnehmer am Junior Eurovision Song Contest.

## Vorentscheide
Von 2003 bis 2008 fanden stets Vorentscheide statt.

## Teilnahme am Wettbewerb
Griechenland hatte anfangs gute Platzierungen vorzuweisen und erreichte 2005 sogar Platz 6. Danach war man stets unter den letzten drei platziert (2007 war man sogar Letzter) und sagte schließlich aus finanziellen und ethischen Gründen für den Wettbewerb 2009 ab. Für 2014 hat der neue griechische Rundfunk NERIT ursprünglich über die Webseite ESC-plus die Rückkehr zum JESC bestätigt, sich dann aber doch gegen die Teilnahme entschieden. Seit 2009 nimmt Griechenland nicht mehr teil, ein konkreter Grund wurde nie genannt.

## Liste der Beiträge
| Jahr      | Interpret                | Titel (Musik / Text)                       | Sprache                  | Übersetzung               | Platz Teilnehmer (gesamt) | Punkte                   |
| --------- | ------------------------ | ------------------------------------------ | ------------------------ | ------------------------- | ------------------------- | ------------------------ |
| 2003      | Nicolas Ganopoulos       | Fili gia panta (Nicolas Ganopoulos)        | Griechisch               | Freunde für immer         | 8 / 16                    | 53                       |
| 2004      | Secret Band              | O palios mou eaftos (Secret Band)          | Griechisch               | Mein altes Selbst         | 9 / 18                    | 48                       |
| 2005      | Alexandros & Kalli       | Tora einai i seira mas (Alexandros, Kalli) | Griechisch               | Jetzt sind wir dran       | 6 / 16                    | 88                       |
| 2006      | Chloe Sofia Boleti       | Den peirazei (Chloe Sofia Boleti)          | Griechisch               | Es spielt keine Rolle     | 13 / 15                   | 35                       |
| 2007      | Made in Greece           | Kapou mperdeftika (Made in Greece)         | Griechisch               | Ich bin irgendwo verwirrt | 17 / 17                   | 14                       |
| 2008      | Niki Yannouchu           | Kapoia nychta (Niki Yannouchu)             | Griechisch               | Heute Abend               | 14 / 15                   | 19                       |
| seit 2009 | Auf Teilnahme verzichtet | Auf Teilnahme verzichtet                   | Auf Teilnahme verzichtet | Auf Teilnahme verzichtet  | Auf Teilnahme verzichtet  | Auf Teilnahme verzichtet |

## Punktevergabe
Folgende Länder erhielten die meisten Punkte von oder vergaben die meisten Punkte an Griechenland:
| Die meisten vergebenen Punkte | Die meisten vergebenen Punkte | Die meisten vergebenen Punkte |
| Platz                         | Land                          | Punkte                        |
| ----------------------------- | ----------------------------- | ----------------------------- |
| 1                             | Zypern                        | 60                            |
| 2                             | Spanien                       | 35                            |
| 3                             | Rumänien                      | 33                            |
| 3                             | Belarus                       | 33                            |
| 5                             | Russland                      | 22                            |

| Die meisten erhaltenen Punkte | Die meisten erhaltenen Punkte | Die meisten erhaltenen Punkte |
| Platz                         | Land                          | Punkte                        |
| ----------------------------- | ----------------------------- | ----------------------------- |
| 1                             | Zypern                        | 57                            |
| 2                             | Kroatien                      | 22                            |
| 3                             | Rumänien                      | 18                            |
| 3                             | Vereinigtes Königreich        | 18                            |
| 5                             | Belgien                       | 13                            |

Stand: 2008